# Cardium-kerámia
A Cardium-kerámia az újkőkori agyagművesség díszítő megoldása, amelynek során egy tömegesen előforduló tengeri kagylófaj, az ehető szívkagyló (Cerastoderma edule, korábbi tudományos nevén Cardium edulis) héját a még nedves agyagba nyomva dekorálták edényeiket. A kifejezés – a Cardium-kerámia kultúrája, illetve népe – egyúttal egy neolitikus régészeti kultúra leírására is szolgál, azokra a korabeli népekre alkalmazva, amelyek jellemzően így díszítették agyagedényeiket és hozzájárultak a technika elterjedéséhez. Az alternatív impressokerámia elnevezéssel egyes régészek a fenti szűkítő értelmezést igyekeznek elkerülni, vagyis nem csupán a bordás kagylóhéj, de bármely hegyes tárgy, fésűszerű eszköz lenyomatával előállított díszítés is ehhez a régészeti műveltséghez tartozik.
Ugyanakkor a tágabban értelmezett impressokerámia elterjedtségi területe jóval meghaladja a Cardium-kerámiáét. Impressodíszítéses edények főként Itáliából, a Ligur-tenger partvidékétől délre kerültek elő, míg a Cardium-kultúra elterjedési területe ettől nyugatabbra, a franciaországi Provence-tól Portugáliáig húzódik. A régészettudomány korábban azt feltételezte, hogy e neolitikus kultúrák közül a Cardium-kerámiáé jelent meg és terjedt el először, és csak ezt követően alakultak ki helyileg más impressotechnikák. Ezzel szemben a Cardium- és impressomotívumok területei átfedik egymást, és ma már többé-kevésbé egy idejű, párhuzamos műveltségekként tartják őket számon.

## A Földközi-tenger térsége az újkőkorban
A Cardium- vagy impressokultúra az Adriai-tenger térségétől a mai Portugália atlanti-óceáni partvidékéig terjedt, déli végpontja egészen Marokkóig nyúlt. A legkorábbi, az i. e. 6400–6200 közötti időszakra keltezhető impressomotívumos agyagedények Epirusz és Korfu vidékéről ismertek. I. e. 6100–5900 között az impressoedények tovább terjedtek az Adriai-tenger keleti partvidékén, a mai Albánia és Dalmácia területén megjelentek az első, kerámiáikat így díszítő települések. Itália területéről az impressotechnikára utaló legkorábbi adat Coppa Nevigata vélhetően i. e. 6000 körüli lelőhelyéről ismert, de ezzel párhuzamosan a szardíniai Su Carroppu-kultúra korai rétegeiben, szintén i. e. 6000 körül ugyancsak megjelentek az első Cardium-kerámiák. A szénizotópos kormeghatározások alapján az i. e. 6. évezred közepére az Ibériai-félszigeten is elterjedt a Cardium-kultúra, ami e műveltségi elem kivételesen gyors terjedését feltételezi: a Genovai-öbölből a portugáliai Mondego folyó 2000 kilométerre fekvő torkolatánál élt agyagművesekhez mintegy 100-200 év alatt jutott el ez a díszítési mód. Ezek alapján feltételezhető, hogy a Cardium-kultúra nyugat felé tengeri útvonalakon, gyarmatosító közösségeken keresztül terjedt.
Európa keleti részén, Krétán és a mai Görögország területén élt ősibb, levantei eredetű neolitikus közösségeket jellemzően nem sorolják a Cardium- vagy impressokerámia kultúrájához. A Balkán középső területeinek agyagművessége stílusában és technológiájában szintén különbözött a nyugat-balkáni adriai területek fazekasságától. A korai neolitikumból ismerünk lenyomatos díszítésű kerámiákat a levantei területekről, Anatólia egyes vidékeiről és Észak-Afrikából. A Földközi-tenger keleti partvidékének régészeti ásatásai során impressoedények kerültek elő a mai Egyiptom, Palesztina, Libanon és Szíria területéről egyaránt. Ezt figyelembe véve elképzelhető, hogy a Cardium-kultúra első európai közösségei levantei vagy észak-afrikai eredetűek lehettek.

## Galéria

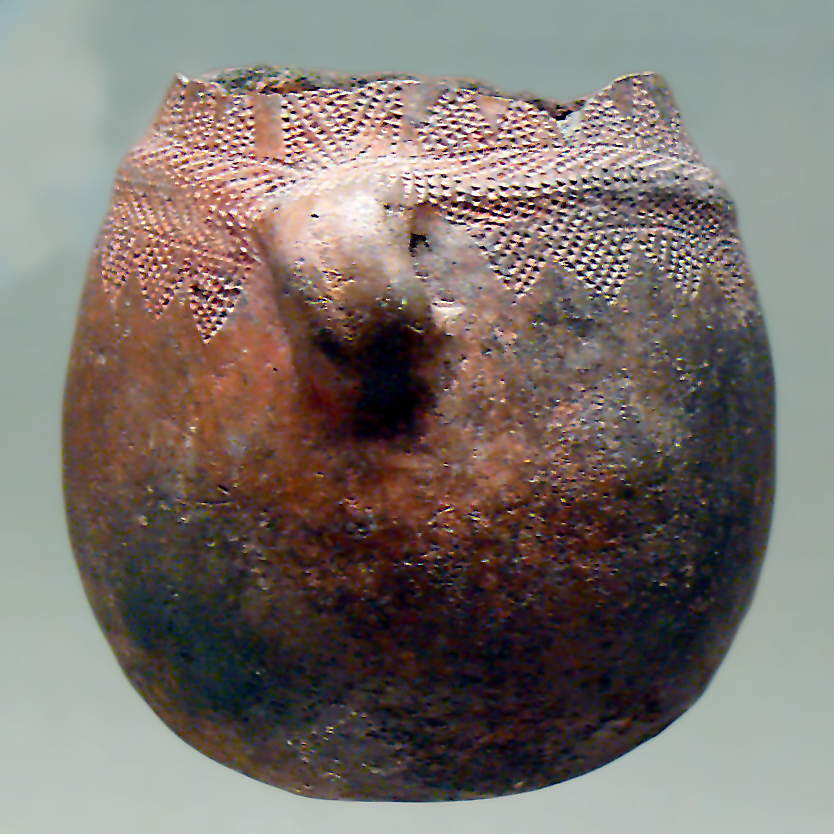
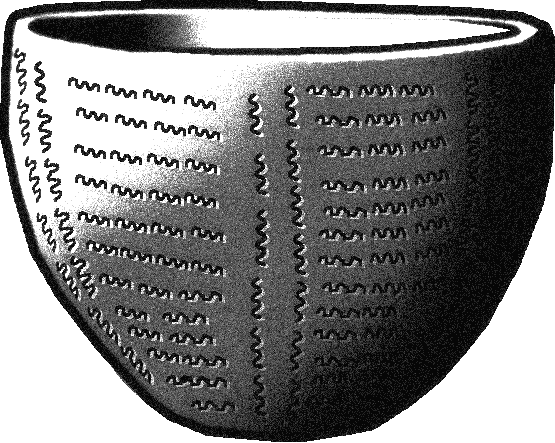
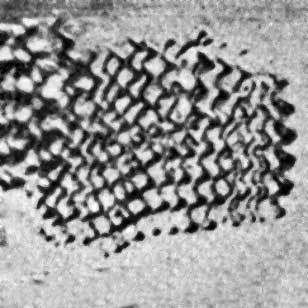
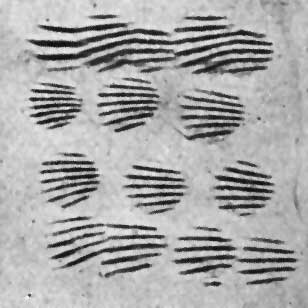
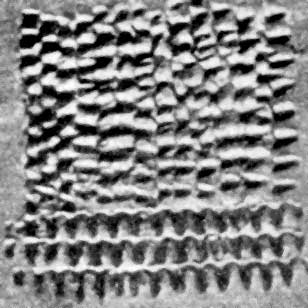
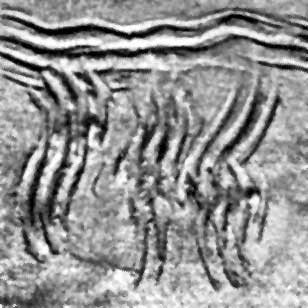
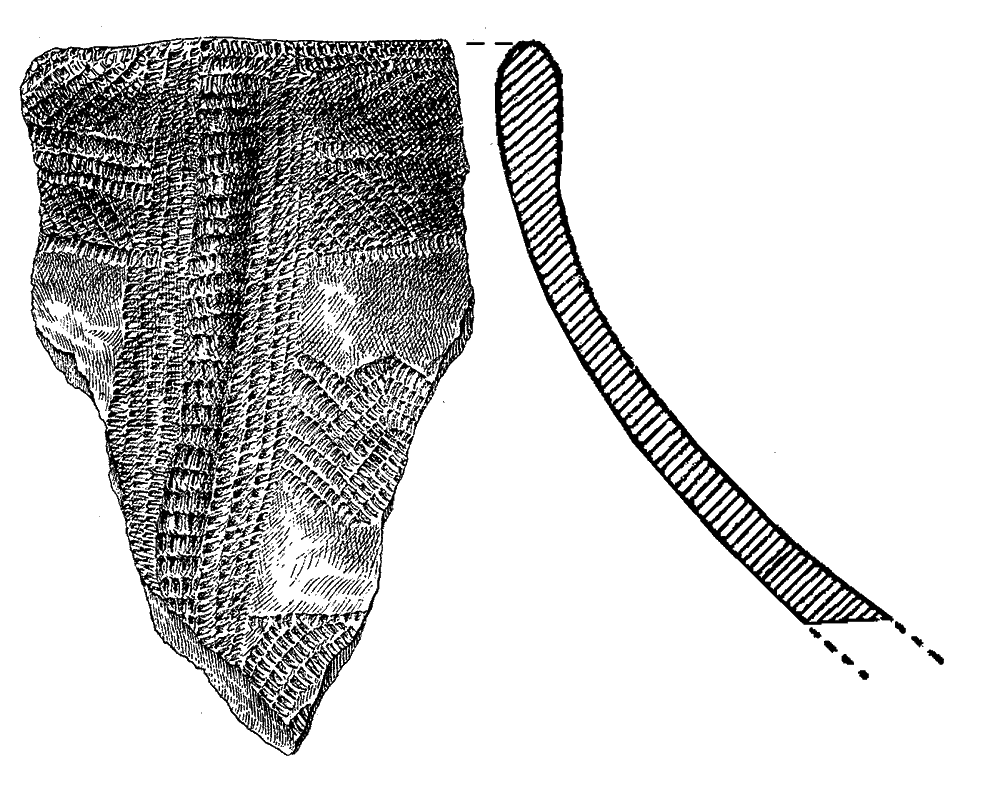

## Fordítás
Ez a szócikk részben vagy egészben a Cardium pottery című angol Wikipédia-szócikk ezen változatának fordításán alapul.  Az eredeti cikk szerkesztőit annak laptörténete sorolja fel. Ez a jelzés csupán a megfogalmazás eredetét és a szerzői jogokat jelzi, nem szolgál a cikkben szereplő információk forrásmegjelöléseként.